# Wahlkreis West Aberdeenshire and Kincardine (House of Commons)
| West Aberdeenshire and Kincardine |
| --------------------------------- |
| West Aberdeenshire and Kincardine |
| Gebildet                          |
| 1997                              |
| Abgeordneter                      |
| Andrew Bowie (SNP)                |
| Regionen                          |
| Aberdeenshire                     |

West Aberdeenshire and Kincardine ist ein Wahlkreis für das britische Unterhaus. Er wurde 1997 gebildet und deckt die südlichen und westlichen Gebiete der Council Area Aberdeenshire ab. West Aberdeenshire and Kincardine umfasst unter anderem die Städte Stonehaven, Banchory und Braemar. Der Wahlkreis entsendet einen Abgeordneten.

## Wahlergebnisse

### Unterhauswahlen 1997
| Ergebnisse der Unterhauswahlen 1997 | Ergebnisse der Unterhauswahlen 1997 | Ergebnisse der Unterhauswahlen 1997 | Ergebnisse der Unterhauswahlen 1997 |
| Partei                              | Kandidat                            | Stimmen                             | %                                   |
| ----------------------------------- | ----------------------------------- | ----------------------------------- | ----------------------------------- |
| Liberal Democrats                   | Robert Smith                        | 17.742                              | 41,1                                |
| Conservative                        | George Kynoch                       | 15.080                              | 34,9                                |
| SNP                                 | Joy M. Mowatt                       | 5639                                | 13,1                                |
| Labour                              | Qaisra E. Khan                      | 3923                                | 9,1                                 |
| Referendum Party                    | Steve L. Ball                       | 808                                 | 1,9                                 |

### Unterhauswahlen 2001
| Ergebnisse der Unterhauswahlen 2001 | Ergebnisse der Unterhauswahlen 2001 | Ergebnisse der Unterhauswahlen 2001 | Ergebnisse der Unterhauswahlen 2001 | Ergebnisse der Unterhauswahlen 2001 |
| Partei                              | Kandidat                            | Stimmen                             | %                                   | ±                                   |
| ----------------------------------- | ----------------------------------- | ----------------------------------- | ----------------------------------- | ----------------------------------- |
| Liberal Democrats                   | Robert Smith                        | 16.507                              | 43,5                                | +2,4                                |
| Conservative                        | Thomas Kerr                         | 11.686                              | 30,8                                | −4,1                                |
| Labour                              | Kevin John Hutchens                 | 4669                                | 12,3                                | +3,2                                |
| SNP                                 | John Gorman Green                   | 4634                                | 12,2                                | −0,9                                |
| Socialist                           | Alan Manley                         | 418                                 | 1,1                                 | +1,1                                |

### Unterhauswahlen 2005
| Ergebnisse der Unterhauswahlen 2005 | Ergebnisse der Unterhauswahlen 2005 | Ergebnisse der Unterhauswahlen 2005 | Ergebnisse der Unterhauswahlen 2005 | Ergebnisse der Unterhauswahlen 2005 |
| Partei                              | Kandidat                            | Stimmen                             | %                                   | ±                                   |
| ----------------------------------- | ----------------------------------- | ----------------------------------- | ----------------------------------- | ----------------------------------- |
| Liberal Democrats                   | Robert Smith                        | 19.285                              | 46,3                                | +2,8                                |
| Conservative                        | Alex Johnstone                      | 11.814                              | 28,4                                | −2,4                                |
| Labour                              | James Barrowman                     | 5470                                | 13,1                                | +0,9                                |
| SNP                                 | Caroline Little                     | 4700                                | 11,3                                | −0,9                                |
| Socialist                           | Lorna Grant                         | 379                                 | 0,9                                 | −0,2                                |

### Unterhauswahlen 2010
| Ergebnisse der Unterhauswahlen 2010 | Ergebnisse der Unterhauswahlen 2010 | Ergebnisse der Unterhauswahlen 2010 | Ergebnisse der Unterhauswahlen 2010 | Ergebnisse der Unterhauswahlen 2010 |
| Partei                              | Kandidat                            | Stimmen                             | %                                   | ±                                   |
| ----------------------------------- | ----------------------------------- | ----------------------------------- | ----------------------------------- | ----------------------------------- |
| Liberal Democrats                   | Robert Smith                        | 17.362                              | 38,4                                | −7,9                                |
| Conservative                        | Alex Johnstone                      | 13.678                              | 30,3                                | +1,9                                |
| SNP                                 | Dennis Robertson                    | 7086                                | 15,7                                | +4,4                                |
| Labour                              | Greg Williams                       | 6159                                | 13,6                                | +0,5                                |
| BNP                                 | Gary Raikes                         | 513                                 | 1,1                                 | +1,1                                |
| UKIP                                | Anthony Atkinson                    | 397                                 | 0,9                                 | +0,9                                |

### Unterhauswahlen 2015
| Ergebnisse der Unterhauswahlen 2015 | Ergebnisse der Unterhauswahlen 2015 | Ergebnisse der Unterhauswahlen 2015 | Ergebnisse der Unterhauswahlen 2015 | Ergebnisse der Unterhauswahlen 2015 |
| Partei                              | Kandidat                            | Stimmen                             | %                                   | ±                                   |
| ----------------------------------- | ----------------------------------- | ----------------------------------- | ----------------------------------- | ----------------------------------- |
| SNP                                 | Stuart Donaldson                    | 22.949                              | 41,6                                | +25,9                               |
| Conservative                        | Alexander Burnett                   | 15.916                              | 28,8                                | −1,5                                |
| Liberal Democrats                   | Robert Smith                        | 11.812                              | 21,4                                | −17,0                               |
| Labour                              | Barry Black                         | 2487                                | 4,5                                 | −9,1                                |
| UKIP                                | David Lansdell                      | 1006                                | 1,8                                 | +0,9                                |
| Green                               | Richard Openshaw                    | 885                                 | 1,6                                 | +1,6                                |
| Parteilos                           | Graham Reid                         | 141                                 | 0,3                                 | +0,3                                |

### Unterhauswahlen 2017
| Ergebnisse der Unterhauswahlen 2017 | Ergebnisse der Unterhauswahlen 2017 | Ergebnisse der Unterhauswahlen 2017 | Ergebnisse der Unterhauswahlen 2017 | Ergebnisse der Unterhauswahlen 2017 |
| Partei                              | Kandidat                            | Stimmen                             | %                                   | ±                                   |
| ----------------------------------- | ----------------------------------- | ----------------------------------- | ----------------------------------- | ----------------------------------- |
| Conservative                        | Andrew Bowie                        | 24.704                              | 47,9                                | +19,1                               |
| SNP                                 | Stuart Donaldson                    | 16.755                              | 32,5                                | −9,1                                |
| Labour                              | Barry Black                         | 5706                                | 11,1                                | +6,6                                |
| Liberal Democrats                   | John Waddell                        | 4461                                | 8,6                                 | −12,8                               |

### Unterhauswahlen 2019
| Ergebnisse der Unterhauswahlen 2019 | Ergebnisse der Unterhauswahlen 2019 | Ergebnisse der Unterhauswahlen 2019 | Ergebnisse der Unterhauswahlen 2019 | Ergebnisse der Unterhauswahlen 2019 |
| Partei                              | Kandidat                            | Stimmen                             | %                                   | ±                                   |
| ----------------------------------- | ----------------------------------- | ----------------------------------- | ----------------------------------- | ----------------------------------- |
| Conservative                        | Andrew Bowie                        | 22.752                              | 42,7                                | −5,2                                |
| SNP                                 | Fergus Mutch                        | 21.909                              | 41,1                                | +8,6                                |
| Liberal Democrats                   | John Waddell                        | 6253                                | 11,7                                | +3,1                                |
| Labour                              | Patrick Coffield                    | 2431                                | 4,6                                 | −6,5                                |